# ألعاب مكابيه 2009

شعار ألعاب مكابيه 2009.

ألعاب مكابيه 2009 هي النسخة الثامنة عشر من ألعاب مكابيه ولقد عقدت في فترة من 12 يوليو - 24 يوليو في مدينة تل أبيب في إسرائيل. شارك 9,000 رياضي من 55 دولة مختلقة. شاركت 5 دول لأول مره في تاريخ الألعاب وهي: غرينادا وأذربيجان وكازاخستان وبالاو وسلوفينيا.

## الدول التي شاركت
| - الأرجنتين (330) - أستراليا (800) - النمسا - أذربيجان - بلجيكا - البرازيل (390) - كندا (400) - تشيلي - كولومبيا - كوستاريكا - جمهورية التشيك - الدنمارك - إستونيا - فنلندا - فرنسا - جورجيا | - ألمانيا - اليونان - غرينادا - غواتيمالا - هنغاريا (30) - الهند - إسرائيل (2500) - إيطاليا - كازاخستان - لاتفيا - ليتوانيا - لوكسمبورغ - مقدونيا (1) - المكسيك | - مولدوفا - هولندا - نيوزيلندا - بنما - بالاو - باراغواي - بيرو - بولندا - البرتغال - بورتوريكو (1) - رومانيا - روسيا - اسكتلندا (13) - صربيا - سنغافورة - سلوفاكيا - سلوفينيا (1) ألكسندر بليافسكي - جنوب أفريقيا | - إسبانيا (65) - السويد - سويسرا - تركيا - أوكرانيا - المملكة المتحدة (650) - الولايات المتحدة (1500) - الأوروغواي - أوزبكستان - فنزويلا |

## الفعاليات
| - ألعاب القوى . - تنس الريشة . - لعبة البيسبول . - كرة السلة . - البولينج . - جسر . - الشطرنج . | - لعبة الكريكيت . - ركوب الدراجات . - المبارزة . - لعبة الهوكي . - كرة القدم . - كرة القدم الخماسية . | - الجولف . - الجمباز . - الجودو . - الكاراتيه . - الأطباق الحديقة . - كرة الشبكة . - التجديف . | - اتحاد الرجبي . - الكرة اللينة . - الاسكواش . - السباحة . - تنس الطاولة . - التايكوندو . - التنس . | - الترياتلون . - كرة الطائرة . - كرة الماء . - المصارعة . |

## جدول الميداليات
| الترتيب | منتخب            | ذهبية | فضية | برونزية | المجموع |
| ------- | ---------------- | ----- | ---- | ------- | ------- |
| 1       | إسرائيل          | 138   | 128  | 101     | 367     |
| 2       | الولايات المتحدة | 44    | 51   | 51      | 146     |
| 3       | روسيا            | 12    | 11   | 11      | 34      |
| 4       | كندا             | 9     | 8    | 15      | 32      |
| 5       | أستراليا         | 4     | 7    | 13      | 24      |
| 6       | المملكة المتحدة  | 4     | 7    | 12      | 23      |
| 7       | البرازيل         | 3     | 4    | 8       | 15      |
| 8       | المكسيك          | 3     | 2    | 9       | 14      |
| 9       | جنوب أفريقيا     | 5     | 1    | 2       | 8       |
| 10      | فرنسا            | 4     | 2    | 0       | 6       |

## روابط خارجية
رسمي
- معرض الصرر في ألعاب مكابيه النسخة الثامنة عشر

غير رسمي
- ألعاب مكابيه 2001 النسخة الثامنة عشر